# Jehuda Feldwurm
Jehuda Feldwurm ps. Feld (ur. ok. 1906, zm. 15 października 1942 w Warszawie) – polski pisarz i publicysta lewicowy, działacz KPP i PPR.

## Życiorys
Urodzony prawdopodobnie w Warszawie, ok. 1930 wstąpił do KPP, od 1932 intendent w Towarzystwie Ochrony Zdrowia. 
W czasie okupacji niemieckiej przebywał w getcie warszawskim, gdzie pełnił funkcję sekretarza Towarzystwa Ochrony Zdrowia. Był animatorem kulturalnym i działaczem społecznym, wydawcą nielegalnego czasopisma  „Morgen fraj” („Wolne Jutro"). Zorganizował darmową kuchnię dla literatów i ludzi kultury. Zaangażowany w prace Oneg Szabat jako kopista. Współpracował z archiwum Ringelbluma. Utwory Feldwurma po wojnie zostały odnalezione wśród materiałów jego archiwów. 15 sierpnia 1942 zbiegł z Umschlagplatzu. Później, działał wśród robotników żydowskich na Dworcu Wschodnim, zorganizował przerzut lekarstw i broni. Po wyprowadzeniu żony i dzieci z getta, ponownie znalazł się w grupie przeznaczonej do deportacji do obozu zagłady, zginął zastrzelony przez funkcjonariuszy Sipo w czasie próby ucieczki z Umschlagplatzu.